# 童元鎮
童元镇，明朝将领，广西桂林右卫（今广西桂林市）人。
万历二十八年（1600年），童元镇由指挥进升为都督佥事、广西总兵官，多次镇压瑶民起事。历任广东、浙江、贵州总兵官。跟随李化龙平定播州杨应龙之乱，督永顺、镇雄、泗城诸土军，自铜仁由乌江进兵，中埋伏，大败。所部三万人，不剩十分之一，将校只有谢崇爵等三人幸存，江水为之不流。被捉拿至北京，贬戍到烟瘴之地。在戍所去世。